# Мало пажње, молим
„Мало пажње, молим” је југословенска телевизијска серија снимљена 2002. године у продукцији ТВ Банат.

## Улоге
| Глумац           | Улога                |
| ---------------- | -------------------- |
| Иван Ђорђевић    | Лепомир Брља         |
| Павле Петровић   | Глас Савести (глас)  |
| Владана Савић    |                      |
| Бора Алексић     | Човек у аутобусу     |
| Дафина Дакић     | Жена на улици        |
| Антон Делић      | Пешак                |
| Неда Грубиша     | Девојка на утакмици  |
| Слава Иванов     |                      |
| Дејана Паркајић  | Девојка у библиотеци |
| Бојан Стефановић | Лепомиров пријатељ   |

Комплетна ТВ екипа ▼
| Редитељ         | Крешо Сидик          |                   |
| Сценариста      | Радмила Јовановић    |                   |
| Сценариста      | Бојан Вук Косовчевић |                   |
| Сценариста      | Душан Спасојевић     |                   |
| Сценариста      | Љубинка Стојановић   |                   |
| Монтажер        | Сања Станојевић      |                   |
| Костимограф     | Слава Иванов         |                   |
| Одсек за шминку | Зорана Ивановић      | шминкерка         |
| Помоћник режије | Сања Ђокић           | помоћник редитеља |